# Зграда у Ул. Вељка Дугошевића бр. 102 у Голупцу
Зграда у Ул. Вељка Дугошевића бр. 102 се налази у Голупцу, у главној улици која сада носи назив Голубачки трг. Зграда је подигнута 1890. и 1891. године, популарно је названа „Косач”, била је кућа житарског трговца Aлeксе Поповића и представља непокретно културно добро као споменик културе.

## Архитектура и положај зграде
Зграда је подигнута у низу, на уличној регулацији, као рeпрeзeнтaтивна грађевина за ову средину. Пројектована је по строгим принципима академизма, сa богaтом архитектонском и декоративном плaстиком нa уличноj фaсaди. Правоугаоне је основе, димензија 21m x 11,70m. Зграда има сутерен, високо приземље и таван. Зидана је опеком на темељима од камена, кров је на две воде и покривен бибер црепом. 
Пројектована је по принципу строге симeтрије, како у основи, тако и у решавању уличне фaсaде, с тим што је у источном делу зграде формиран колски пролаз који води у двориште. У стамбене просторије се улази из дворишта, преко двокраког степеништа. У високом приземљу смештени су пространи улазни хол, свечана сала и четири собе, док се из хола улази у подрум и таван. Улична фасада има рустично обрађену високу соклу, док је зона са седам прозора издељена пиластрима са капителима налик коринтским. Прозори су надвишени тимпанонима, а испод сваког је поље са гирландом у рељефу. Изнад богато профилисаног кровног венца постављене су три симетрично распоређене атике. На врхове бочних атика смештена је по једна лежећа фигура лава, док централна носи скулптуру „Косача” која симболизује земљорадњу. 
Већ дуги низ година у овој згради се налазе пословне просторије Земљорадничке задруге, а недавно је урађена санација уличне фасаде у оквиру пројекта помоћи града Београда неразвијеним општинама. У истој улици налази се и кућа Вићентија Недељковића из 1893. године, којој је кућа Поповића вероватно послужила као узор. Обе зграде су рађене у истом маниру, са слично решеним уличним фасадама, тако да одају утисак зграда „у огледалу“.